# Сан Фернандо
Сан Фернандо (шп. San Fernando) град је у Шпанији у аутономној заједници Андалузија у покрајини Кадиз. Према процени из 2008. у граду је живело 96.155 становника.

## Становништво
Према процени, у граду је 2008. живело 96.155 становника.
| 1981.  | 1991.  | 2001.  |
| ------ | ------ | ------ |
| 72.103 | 85.410 | 88.073 |

## Партнерски градови
- Монтињи ле Бретоне